# Zsombó
Zsombó é um município da Hungria, situado no condado de Csongrád-Csanád. Tem 26,89 km² de área e sua população em 2019 foi estimada em 3.281 habitantes.